# Static Age
Static Age ist ein Studioalbum der US-amerikanischen Punkband Misfits. Es wurde 1978 aufgenommen und war eigentlich als Debütalbum vorgesehen. Es erschien jedoch erst 1997 über Caroline Records.

## Entstehungsgeschichte
Nach der Misfits-Single Cough/Cool auf Glenn Danzigs eigenem Label Blank Records brachten Mercury Records ebenfalls unter dem Blank-Label ein „Pere Ubu“-Album heraus. Da Danzig aber die Namensrechte an diesem Plattenlabel hatte, versuchte man sich außergerichtlich zu einigen. Mercury Records bot den Misfits 30 Stunden unentgeltliche Studiozeit an. Danzig nahm an und konnte so mit Franché Coma, Jerry Only und Jim „Mr. Jim“ Catania im Januar und Februar 1978 das C.I. Recordings Studio in New York City benutzen. Allerdings bekamen die vier Musiker lediglich sehr späte oder sehr frühe Stunden in dem Studio zugestanden. Die 30 Stunden waren zur Produktion des Albums auch nicht ausreichend, aber die Misfits hatten sich gut vorbereitet. Die kompletten 17 Lieder wurden in zwei Sessions am Stück und mit nur einem Overdub eingespielt. Dave Achelis war als Produzent und Toningenieur an dem Album beteiligt. Nicht erwähnt wurde Gregor Germain, der ebenfalls als Toningenieur tätig war.
Die Zeit reichte nicht aus, um alle 17 Lieder zu mixen. Die späteren Kultklassiker der Misfits She und Spinal Remains wurden daher erst Jahre später auf der Kompilation Legacy of Brutality veröffentlicht. In the Doorway blieb bis 1997 verschollen, während andere Lieder später auf diversen EPs und Singles veröffentlicht wurden. Das Album in seiner Gesamtheit blieb jedoch bis 1997 unveröffentlicht.
Ursprünglich sollte das Album bereits zu Halloween 1995 veröffentlicht werden, es existierten bereits Promoposter, doch Glenn Danzig legte zunächst Protest ein und behauptete, die Originalbänder wären vernichtet worden. Jedoch hatte Gitarrist Franché Coma noch eine Kopie der Aufnahmesessions, die er zur Verfügung stellte. So erschien das Album zunächst 1996 als Teil des Boxsets The Misfits Box Set. Schließlich willigte auch Danzig in die Veröffentlichung ein und gab ein Mastertape weiter, das von Alan Douches und Tom Bejgrowicz gemastert werden konnte. So entstand eine bessere Qualität als auf den vorigen Veröffentlichungen der Lieder. She, Spinal Remains und In the Doorway wurden von Alan Douches und Tom Bejgrowicz zum ersten Mal gemastert und waren im Boxset nicht enthalten. Das Album enthält außerdem zwei Bonustracks, die nicht explizit erwähnt werden: acht Minuten Outtakes aus der Produktion sowie 6 Sekunden Stille.

## Titelliste
1. Static Age – 1:47
2. TV Casualty – 2:24
3. Some Kinda Hate – 2:02
4. Last Caress – 1:57
5. Return of the Fly – 1:37
6. Hybrid Moments – 1:42
7. We Are 138 – 1:41
8. Teenagers from Mars – 2:51
9. Come Back – 5:00
10. Angelfuck – 1:38
11. Hollywood Babylon – 2:20
12. Attitude – 1:31
13. Bullet – 1:38
14. Theme for a Jackal – 2:41
15. She – 1:24
16. Spinal Remains – 1:27
17. In the Doorway – 1:25
18. Untitled (studio banter and recording outtakes) – 8:43
19. Untitled (blank track) – 0:06

### LP-Version
Eine erste LP-Version erschien am 15. Juli 1997 in einer Limitierung von 7000 Stück, die unterschiedlich farbig waren. Diese wurden so verkauft, dass nicht ersichtlich war, welche Limitierung der Käufer erwarb. Die Limitierungen sind wie folgt:
- 3500 Exemplare schwarzes Vinyl
- 2000 auf rotem
- 1000 auf gelb-orangem

und
- 500 Exemplare auf lila Vinyl.

Die Zweitpressung erschien in schwarzem Vinyl.

## Musikstil und Texte
Die Entstehung des Albums nahm Einfluss auf den Klang der 17 Lieder, die sich sehr roh und hart anhören. Allerdings sind auch die typischen Misfits-Elemente, also Anklänge poppiger Melodien und Glenn Danzigs melodiöser Gesang, auf dem Album vertreten. Die Lieder sind einfach gehalten und bestehen aus wenigen Akkorden. Rezensenten verglichen den Klang auch mit Buddy Hollys Rock ’n’ Roll betrachtet durch eine Punkrock-Sonnenbrille. Die Texte, die alle von Danzig verfasst wurden, spielen größtenteils auf Horrorfilme an. Teilweise sind die Titel bereits Anspielungen auf klassische britische Horrorfilme wie Die Rückkehr der Fliege (1959) (Return of the Fly). Die Texte sind schwarzhumorig sowie voller Sex- und Gewaltfantasien.

## Rezeption
Bis auf In the Doorway waren alle Lieder in der ein oder anderen Form bereits veröffentlicht worden. Zwar nie in einer Gesamtheit, doch den meisten Misfits-Fans bereits bekannt. Ob die etwas rohere Produktion für die Fans einen Neukauf rechtfertigt, bezweifelt Ned Raggett von Allmusic, allerdings bezeichnet er das Album als essentiell für Newcomer-Fans.